# Võ Văn Vân

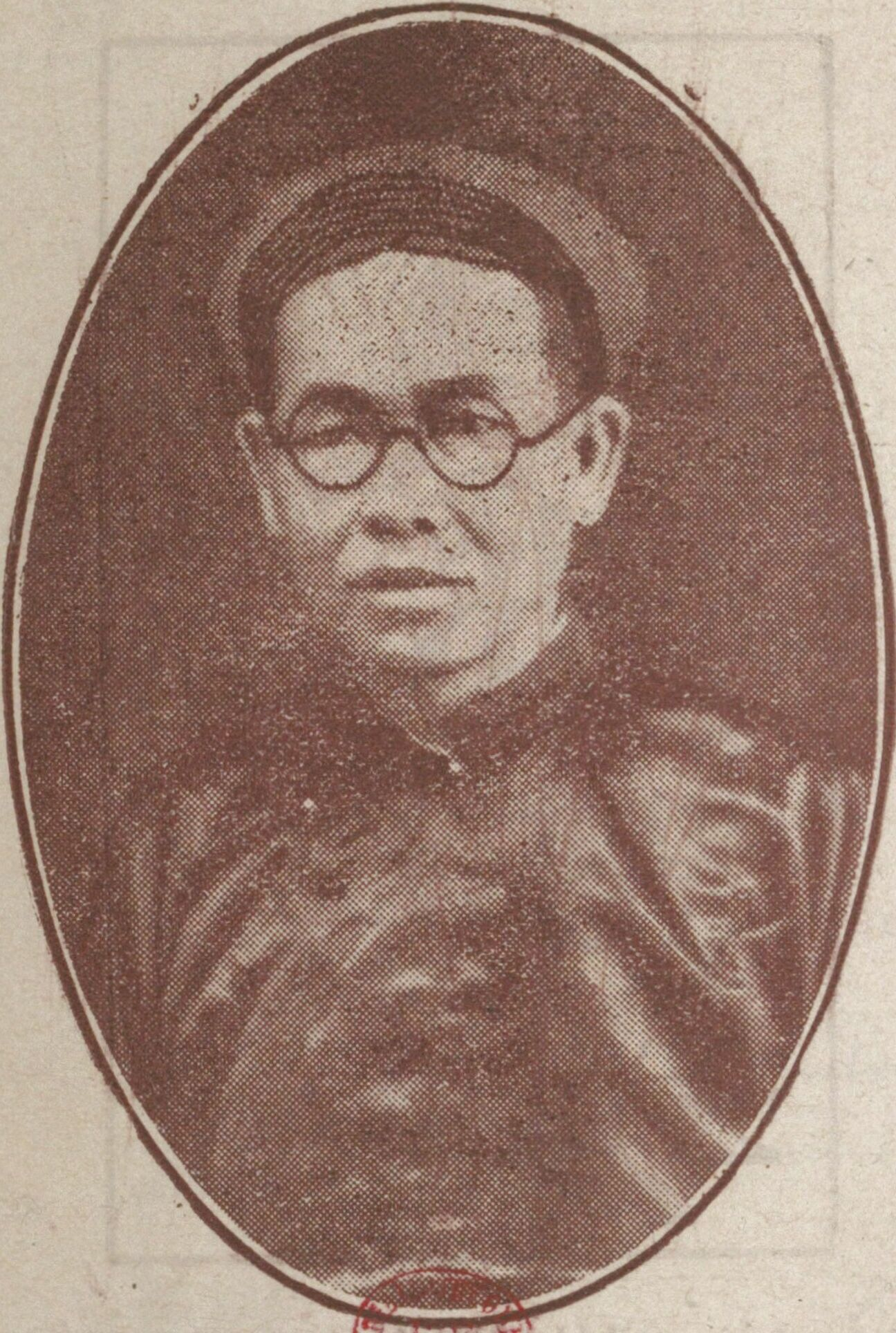
Ông Võ Văn Vân

Võ Văn Vân sinh năm 1884 tại xã An Sơn, huyện Thuận An, tỉnh Bình Dương. Ông là một Lương Y.

## Tiểu sử
Võ Văn Vân sinh trong một gia đình làm nghề thuốc. Cha ông là một Ngự Y tài giỏi của triều đình Huế. 
Ông biết là người ham học, biết cả tiếng Pháp và chữ Hán Nôm.
Năm 1933, Võ Văn Vân đạt danh hiệu Đông y sĩ và Đông dược sĩ của miền Nam.
Năm 1934, Ông sáng lập ra Việt Nam Y Dược Hội để bảo vệ lương y và dược sĩ Đông Phương.
Từ năm 1935 đến 1945, ông lập nhà thuốc Võ Văn Vân ở Sài Gòn và hành nghề cho đến khi qua đời. 

## Sự nghiệp
Lương Y Võ Văn Vân đã sản xuất và phát hành 66 loại thuốc đông dược nổi tiếng khắp Nam kỳ, Trung kỳ và Nam Vang.
Chính nhờ hiệu thuốc này đã hạn chế độc quyền về Đông dược của những nhà thuốc người Hoa. Giúp cho những người dân nghèo được chữa bịnh với giá thấp..